# Żarnowiec kärnkraftverk
Żarnowiec kärnkraftverk var ett tänkt kärnkraftverk i Polen. I början av 80-talet påbörjades bygget av fyra kärnreaktorer av typen VVER-440 vid Żarnowiec, ca 50 km nordväst om Gdansk. Från 1987 vek finansieringen och arbetet saktade in. I oktober 1989 genomförde IAEA en pre-OSART-mission, dvs. en tidig granskning av den operativa säkerheten. I samband med kärnkraftsmotstånd efter Tjernobylolyckan, ekonomiska svårigheter och politiskt instabilitet stoppades projektet i slutet av 1989.

## Försäljning av delar
Ca 90% av de större konstruktionerna på reaktor 1 och 2 var färdiga vid byggstoppet 1989. De två reaktortankarna såldes därefter till Lovisa stad i Finland och Paks i Ungern som träningsanläggningar. Övrig utrustning såldes också av. År 2009-2010 återupptogs kärnkraftsarbetet, för att nästan omedelbart pausas igen.

## Återigen tänkbar plats för kärnkraft
I december 2020 presenterades Polens planer på att ersätta kolkraft med sol-, vind- samt kärnkraft vid tre rangordnade platser - Żarnowiec, Warta-Klempic kraftverk och Bełchatów kraftverk. Sex stora lättvattenreaktorer på sammanlagt 6-9 GW planeras för 34 miljarder euro, med det första kärnkraftverket klart till 2033.